# Cimata di Castello
Cimata di Castello è un rilievo dei Monti Reatini che si trova nel Lazio, nella provincia di Rieti, nel comune di Castel Sant'Angelo.